# Phataria unifascialis
Phataria unifascialis är en sjöstjärneart som först beskrevs av Gray 1840.  Phataria unifascialis ingår i släktet Phataria och familjen Ophidiasteridae. Inga underarter finns listade i Catalogue of Life.